# 臺北市市政大樓

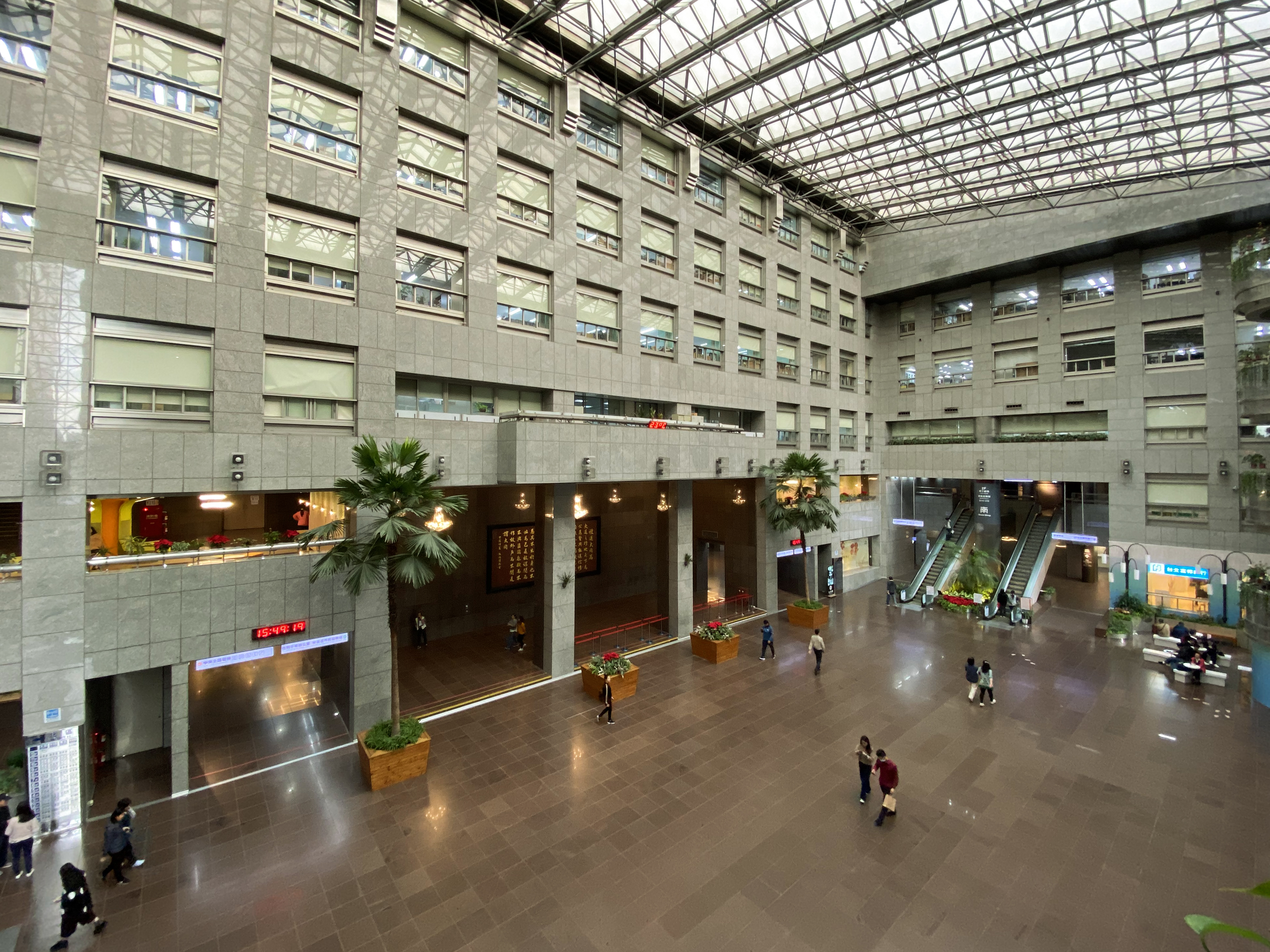
市政大樓中庭

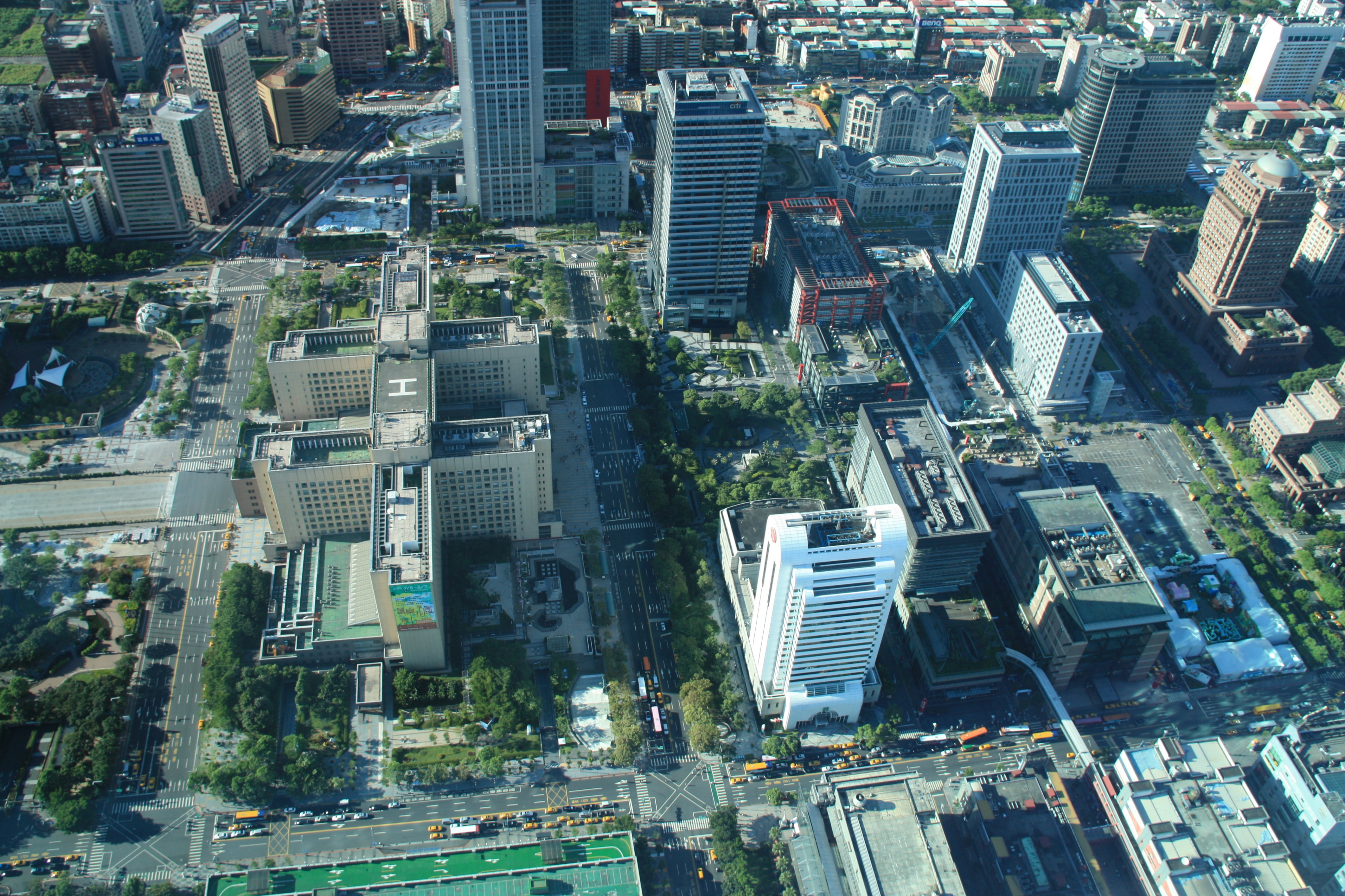
自臺北101俯瞰市政大樓及周邊信義計畫區

臺北市市政大樓，又名臺北市政大樓、臺北市政府大樓，是位於臺灣臺北市信義區的官署建築，為臺北市政府所在地，1987年動工興建、1994年完工啟用。整棟建築呈「雙十」型狀，地上12層、地下2層。

## 歷史
1920年臺北設市初期，臺北市役所先以城北小學校部分校舍作為辦公廳舍。1940年，臺北市役所遷入興建完成的新廈，即今行政院中央大樓。
1945年中華民國接收臺灣，由於原臺北市役所廳舍被臺灣省行政長官公署充作辦公廳舍，甫成立的臺北市（省轄市）政府改以舊建成國民學校校舍（今臺北市政府舊廈）作為辦公廳舍。
1967年臺北市改制為直轄市後，因應轄域擴大、人口增加，臺北市政府業務大幅增長。臺北市政府舊廈辦公空間不足、僅能容納千餘員工，許多所屬機關必須在府外租屋辦公，使得市民洽公及機關間的協調聯繫增添許多不便。為了解決辦公處所分散所帶來的困擾，1979年8月，臺北市政府成立「市政大樓籌建會報」，並責由臺北市政府工務局新建工程處統籌辦理。1980年，信義計畫區開始進行開發，臺北市政府選擇於此新建臺北市市政大樓。
1987年2月，臺北市市政大樓建築主體工程開工。1992年7月1日，臺北市政府成立「臺北市市政大樓公共事務管理中心」，職掌臺北市市政大樓辦公廳舍、庶務、財產管理、機電與消防設備維養、安全防護與門禁管制等公共事務管理事宜。1994年3月25日，臺北市市政大樓全部工程完工，臺北市政府與所屬機關進駐辦公；而臺北市政府舊廈一度閒置，之後改作臺北當代藝術館館舍及臺北市立建成國民中學校舍使用。
2005年10月15日，臺北市政府新聞處主辦之「臺北十大特色建築」票選活動公布結果，十大特色建築分別為臺北101、美麗華摩天輪、中正紀念堂、圓山大飯店、總統府、國父紀念館、西門紅樓、新光人壽保險摩天大樓、中油大樓與臺北之家，監察院廳舍與臺北市市政大樓則分別名列第11、12位。
2018年10月31日，臺北市政府勞動局局長賴香伶在局長室被前台灣中油派遣工李明彥持鋼筋攻擊，當場頭破血流，緊急送往台北市立聯合醫院治療。為加強安全，臺北市市政大樓從隔日上午10時起，一樓四個大門仍維持開放，其他出入口改為實施門禁管制。

## 沈葆楨廳牌匾爭議

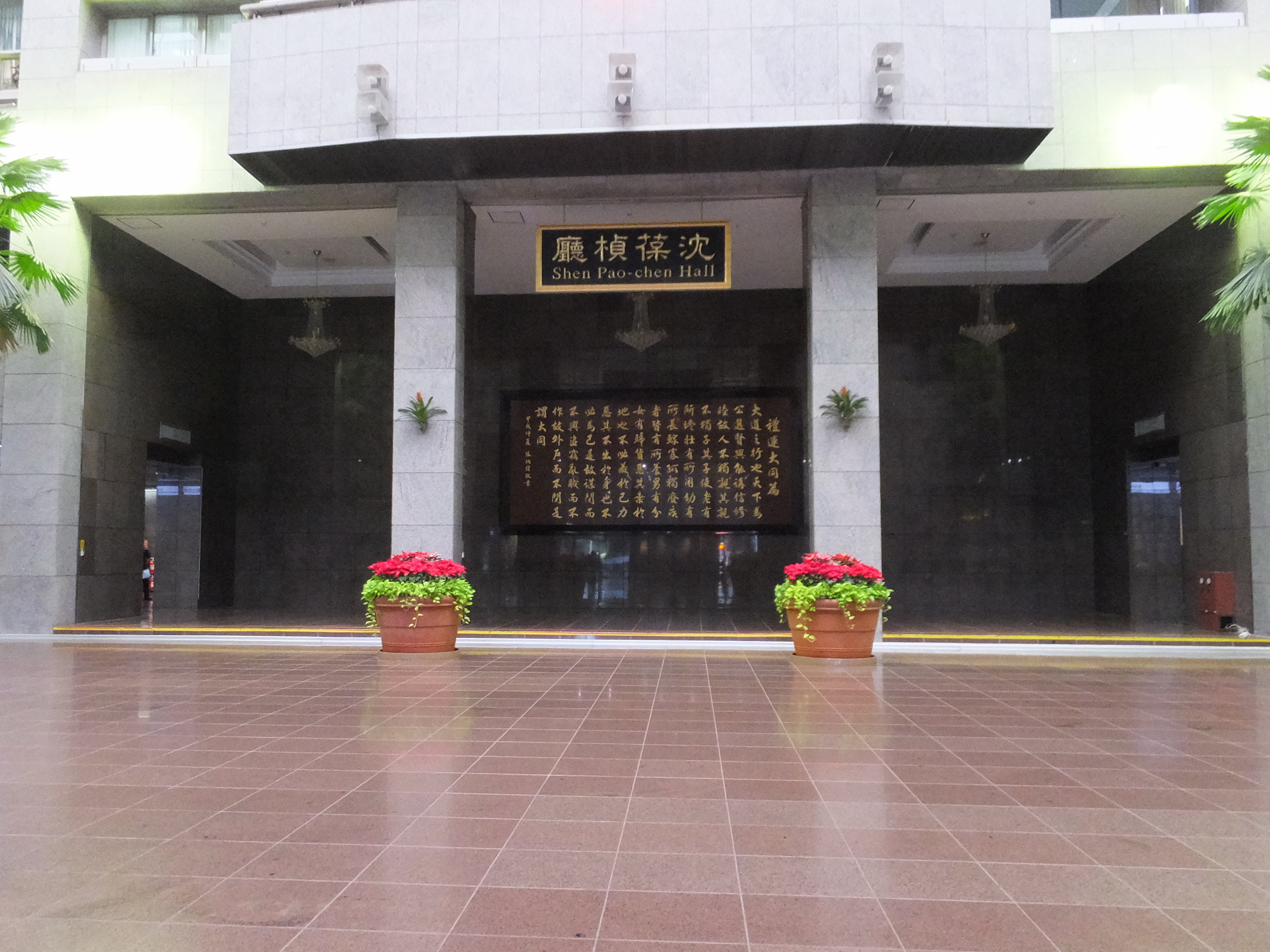
市政大樓中庭曾掛上「沈葆楨廳」牌匾

馬英九市府時期，臺北市市政大樓一樓中庭以晚清大臣沈葆楨典故命名為「沈葆楨廳」和掛上「沈葆楨廳」牌匾，2006年12月揭牌。2015年中國國民黨臺北市議員李芳儒要求柯文哲市府推動臺灣原住民族轉型正義，2016年6月臺北市市政大樓公共事務管理中心取消命名和移除牌匾。

## 照片

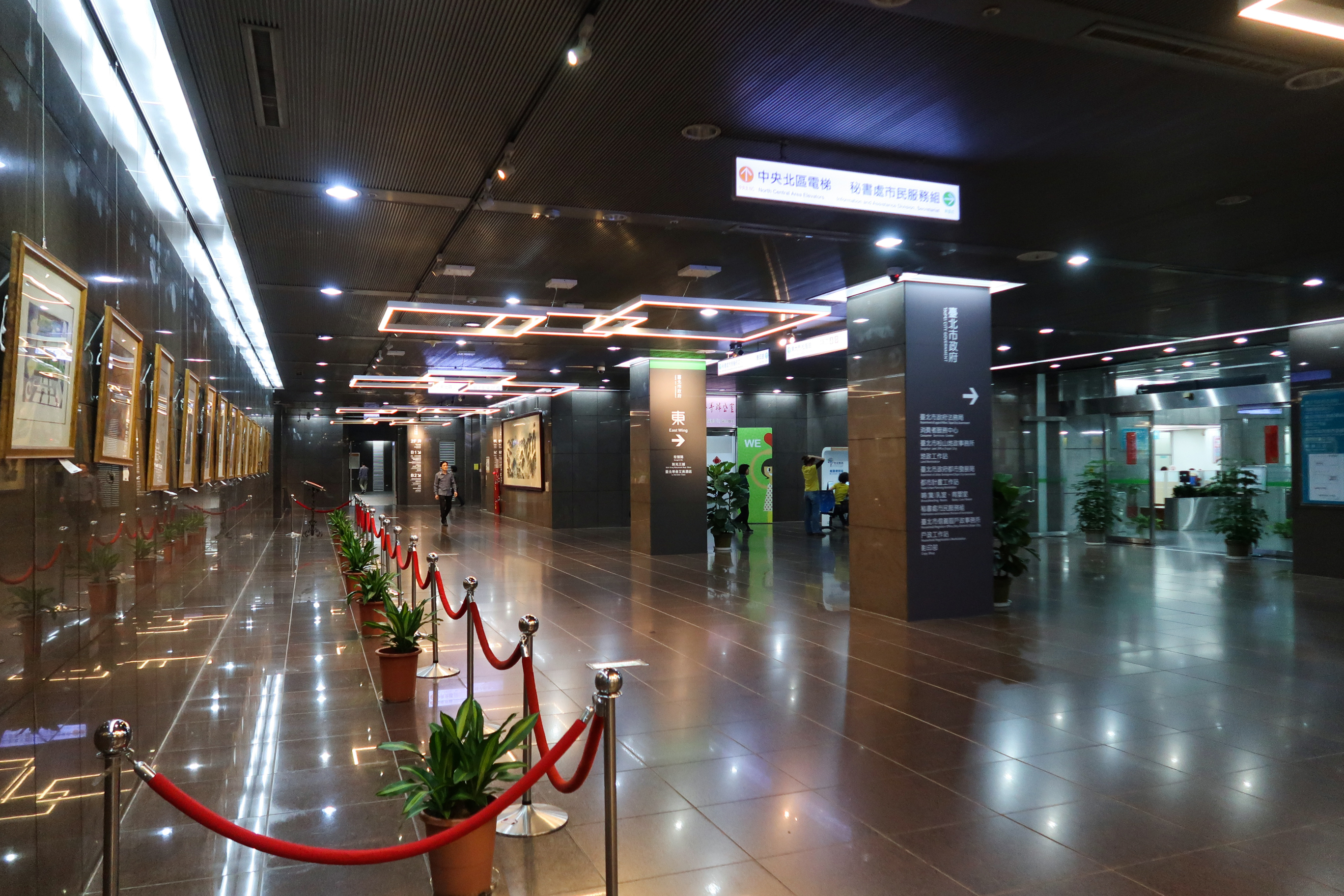
市政大樓1樓大堂
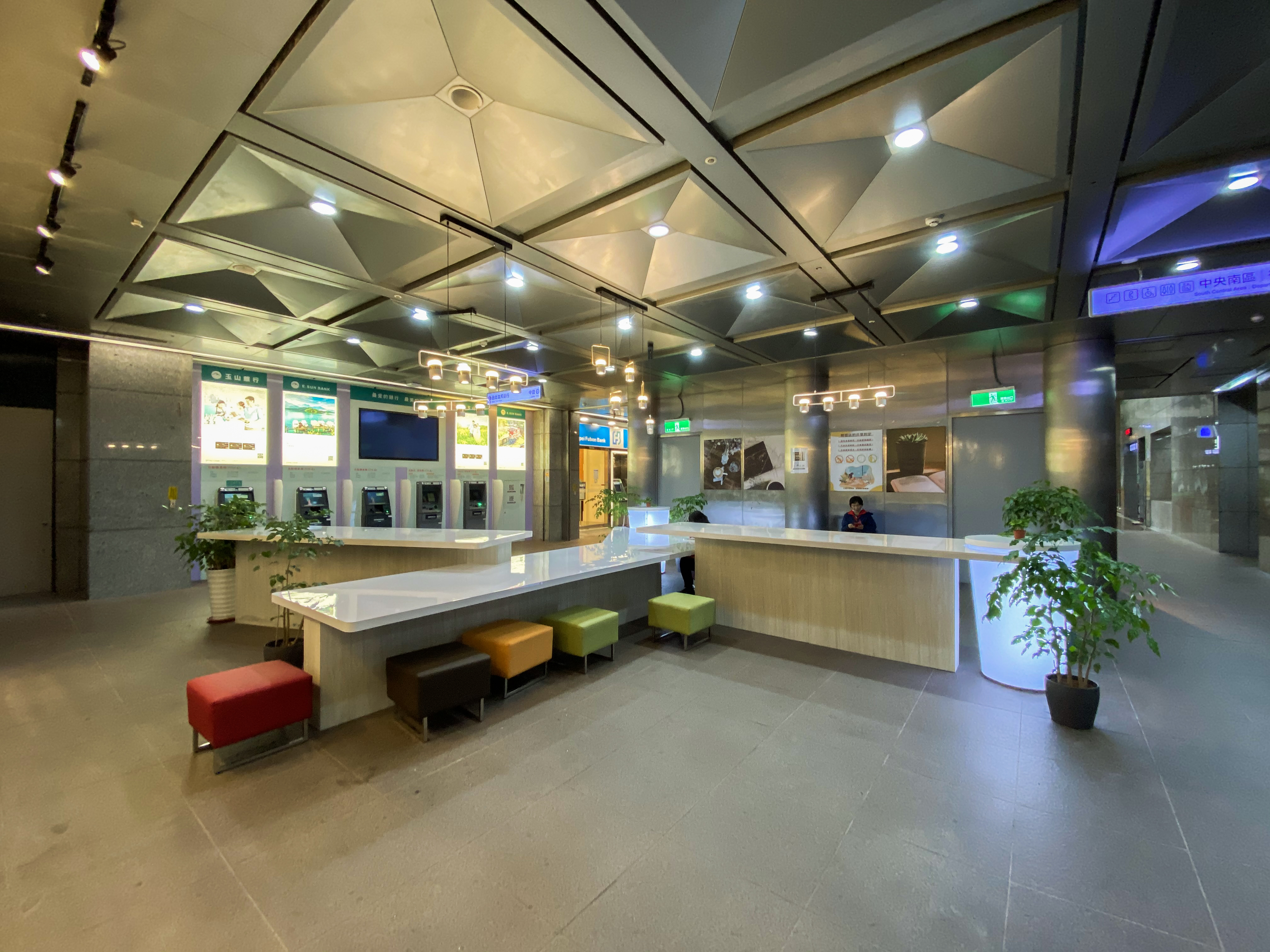
市政大樓1樓閒座區和銀行
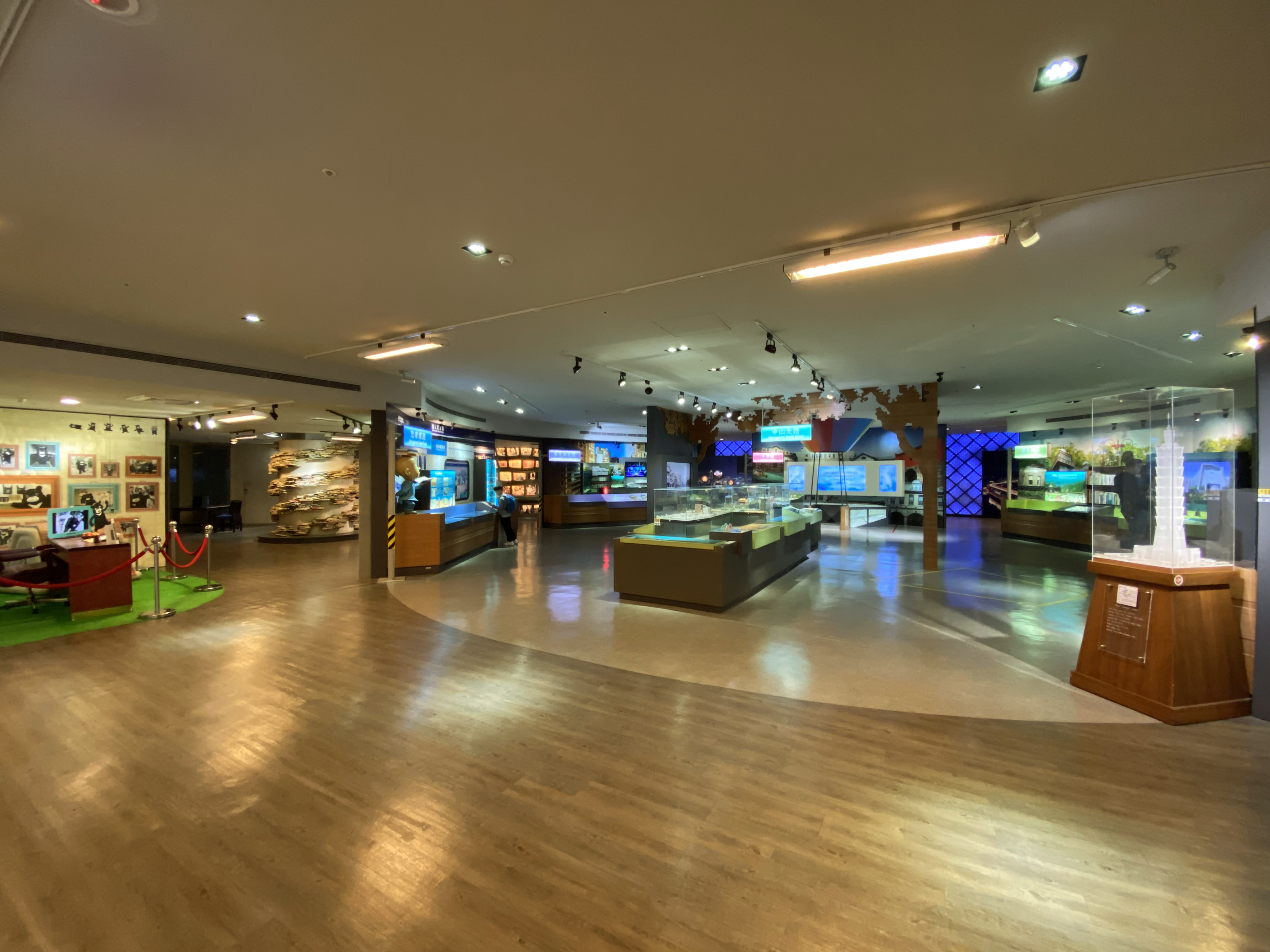
台北探索館

## 交通

### 鐵路運輸
- 捷運系統
  - 臺北捷運
    -  淡水信義線：臺北101/世貿站
    -  板南線：市政府站
    -  環狀線：東環段（臺北市東側南北向捷運系統）（可行性評估中）

### 公路運輸
- 快速道路系統
  - 基隆路車行地下道
  - 信義快速道路
  - 市民大道高架道路
  - 環東大道
- 主要聯外道路
  - 忠孝東路（台5線）
  - 基隆路
  - 信義路
- 長途客運轉乘系統